# Willy Fritsch
Wilhelm Egon Fritz Fritsch (ur. 27 stycznia 1901 w Katowicach, zm. 13 lipca 1973 w Hamburgu) – niemiecki aktor, szczególnie znany z filmów z okresu kina niemego oraz pisarz. Ojciec Thomasa Fritscha – niemieckiego aktora. Wyróżniony nagrodami Filmband in Gold (1965) oraz Bambi (1965).

## Kariera
Willy Fritsch był synem właściciela fabryki maszyn Fritsch & Brattig, Lothara. Po bankructwie ojca w 1912 roku rodzina przeniosła się do Berlina, gdzie ojciec znalazł pracę w przedsiębiorstwie Siemens-Schuckert. Willy Fritsch w 1915 roku rozpoczął praktyki jako mechanik samochodowy, jednak zrezygnował z nich, gdyż postanowił zapisać się do chóru w Großes Schauspielhaus.
W 1919 roku został przyjęty przez Maxa Reinhardta do szkoły aktorskiej w Deutsches Theater, gdzie grał epizodyczne role w różnych sztukach. Na wielkim ekranie zadebiutował w 1921 roku w filmie Miß Venus. Fritsch już wtedy stał się popularny w niemieckim filmie i teatrze, jednak pierwsze sukcesy zaczął odnosić u boku Lilian Harvey, z którą występował w filmach wytwórni filmowej UFA m.in. Der Kongreß tanzt Erika Charella, aż do emigracji Harvey w 1939 roku.
Chociaż Fritsch zatrudnił się w NSDAP, starał się on unikać zaangażowania w propagandzie nazistowskiej (w 1944 roku zagrał rolę lotnika w filmie Junge Adler, za co został wpisany do Gottbegnadeten-Liste – listy sporządzonej przez Josepha Goebbelsa i Adolfa Hitlera), jednak udało mu się przeżyć reżim Hitlera bez utraty prestiżu. Po wojnie kontynuował karierę aktorską, grał w filmach m.in. Wenn der weiße Flieder wieder blüht u boku młodej wówczas Romy Schneider.
Jego ostatnią rolą była rola w 1964 roku w filmie I Learned It from Father Axela von Ambessera, gdzie zagrał wraz z synem Thomasem.

## Życie prywatne
Willy Fritsch był dwukrotnie żonaty. Jego pierwszą żoną była Lilian Harvey. Drugą żoną była tancerka Dinah Grace (1917–1963), z którą ślub wziął w 1938 roku. Mieli dwóch synów: Michaela i Thomasa (ur. 16.01.1944) – również aktora.

## Filmografia
- 1921: Miß Venus
- 1921: Die kleine Midinette
- 1921: Gelbstern
- 1921: Razzia
- 1922: Schande
- 1923: Die Fahrt ins Glück
- 1923: Seine Frau, die Unbekannte
- 1924: Guillotine
- 1924: Mutter und Kind
- 1925: Der Tänzer meiner Frau
- 1925: Der Farmer aus Texas
- 1925: Blitzzug der Liebe
- 1925: Das Mädchen mit der Protektion
- 1925: Ein Walzertraum
- 1926: Die Fahrt ins Abenteuer
- 1926: Der Prinz und die Tänzerin
- 1926: Die keusche Susanne
- 1926: Die Boxerbraut
- 1926: Die sieben Töchter der Frau Gyurkovics
- 1927: Die selige Exzellenz
- 1927: Der letzte Walzer
- 1927: Die Frau im Schrank
- 1927: Schuldig
- 1928: Der Tanzstudent
- 1928: Die Carmen von St. Pauli
- 1928: Ungarische Rhapsodie
- 1928: Ihr dunkler Punkt
- 1928: Spione
- 1929: Melodie des Herzens
- 1929: Frau im Mond
- 1929: Liebeswalzer
- 1930: Hokuspokus
- 1930: Einbrecher
- 1930: Die drei von der Tankstelle
- 1931: Ihre Hoheit befiehlt
- 1931: Im Geheimdienst
- 1931: Ronny
- 1931: Der Kongreß tanzt
- 1932: Ein blonder Traum
- 1932: Ich bei Tag und Du bei Nacht
- 1932: Der Frechdachs
- 1932: Ein toller Einfall
- 1933: Saison in Kairo
- 1933: Des jungen Dessauers große Liebe
- 1933: Walzerkrieg
- 1934: Die Insel
- 1934: Prinzessin Turandot
- 1934: Die Töchter Ihrer Exzellenz
- 1935: Schwarze Rosen
- 1935: Amphitryon
- 1936: Boccacchio
- 1936: Glückskinder
- 1937: Sieben Ohrfeigen
- 1937: Menschen ohne Vaterland
- 1937: Streit um den Knaben Jo
- 1937: Gewitterflug zu Claudia
- 1938: Zwischen den Eltern
- 1938: Das Mädchen von gestern Nacht
- 1938: Am seidenen Faden
- 1938: Preußische Liebesgeschichte
- 1939: Die Geliebte
- 1939: Frau am Steuer
- 1940: Die unvollkommene Liebe
- 1940: Das leichte Mädchen
- 1940: Die keusche Geliebte
- 1941: Anschlag auf Baku
- 1941: Dreimal Hochzeit
- 1941: Frauen sind doch bessere Diplomaten
- 1941: Leichte Muse
- 1942: Wiener Blut
- 1942: Geliebte Welt
- 1943: Die Gattin
- 1943: Liebesgeschichten
- 1943: Der kleine Grenzverkehr
- 1944: Junge Adler
- 1944–1946: Die Fledermaus
- 1948: Film ohne Titel
- 1948: Finale
- 1948: Hallo - Sie haben Ihre Frau vergessen
- 1949: 12 Herzen für Charly
- 1949: Derby
- 1949: Kätchen für alles
- 1949: Schatten in der Nacht
- 1950: Die wunderschöne Galathee
- 1950: Mädchen mit Beziehungen
- 1950: König für eine Nacht
- 1951: Schön muß man sein
- 1951: Die Dubarry
- 1951: Die verschleierte Maja
- 1951: Zwei in einem Auto / Du bist die Schönste für mich
- 1951: Grün ist die Heide
- 1952: Mikosch rückt ein
- 1952: Ferien vom Ich
- 1952: Am Brunnen vor dem Tore
- 1953: Von Liebe reden wir später
- 1953: Damenwahl
- 1953: Wenn der weiße Flieder wieder blüht
- 1954: Ungarische Rhapsodie
- 1954: Maxie
- 1954: Weg in die Vergangenheit
- 1955: Drei Tage Mittelarrest
- 1955: Der fröhliche Wanderer
- 1955: Liebe ist nur ein Märchen
- 1955: Stern von Rio
- 1955: Die drei von der Tankstelle
- 1956: Schwarzwaldmelodie
- 1956: Wo die alten Wälder rauschen
- 1956: Das Donkosakenlied
- 1956: Solange noch die Rosen blüh'n
- 1956: Der schräge Otto
- 1957: Die Beine von Dolores
- 1957: Zwei Herzen im Mai
- 1958: Mit Eva fing die Sünde an
- 1958: Schwarzwälder Kirsch
- 1959: Hubertusjagd
- 1960: Liebling der Götter
- 1961: Isola Bella
- 1961: Was macht Papa denn in Italien?
- 1963: Jazz und Jux in Heidelberg / Verliebt in Heidelberg
- 1964: Der Himmel kann warten
- 1964: Das hab' ich von Papa gelernt

## Dyskografia
- 1930: Ich laß mir meinen Körper schwarz bepinseln
- 1930: Liebling, mein Herz läßt dich grüßen
- 1930: Die Zwei von der Zankstelle
- 1931: Du hast mir heimlich die Liebe ins Haus gebracht
- 1931: Chinamann*
- 1932: Du wärst was für mich
- 1932: Wir zahlen keine Miete mehr
- 1932: Wir zahlen keine Miete mehr
- 1932: Ich suche Eine, die mir allein gehört
- 1936: Ich wollt', ich wär ein Huhn
- 1937: Ich tanze mit dir in den Himmel hinein
- 1937: Chinamann
- 1939: Warum hat die Adelheid keinen Abend für mich Zeit
- 1941: Wenn ein junger Mann kommt
- 1943: Ich freue mich, daß wieder Sonntag ist

## Nagrody
- 1965: Filmband in Gold za wybitne osiągnięcia w niemieckim filmie
- 1965: Bambi